# Мюльман, Каетан
Каетан (Кай) Мюльман (нем. Kajetan (Kaj) Mühlmann; 1898—1958) — австрийский искусствовед, национал-социалист, член СС.
Один из главных грабителей произведений искусства в пользу нацистской Германии; участвовал в грабежах в Австрии, Польше и Нидерландах.

## Биография
Родился 26 июня 1898 года в Уттендорфе, Австрия. Его отец умер, а мать вышла замуж за двоюродного брата отца: в семье было восемь детей, шестеро из которых выжили.
Каетан вырос на семейной ферме и посещал школу в Зальцбурге. Достигнув 17-летнего возраста, он был призван на военную службу в Австро-Венгерскую армию и принял участие в Первой мировой войне. Мюльман несколько раз был награждён, в 1918 году — тяжело ранен и перенес инфекцию легких, которая повлияла на его здоровье на всю оставшуюся жизнь. В это же время он вступил в Социалистическую партию и оставался её членом в течение нескольких лет.
С 1922 года изучал живопись, а затем историю искусств в университетах Инсбрука и Вены. 1926 году защитил докторскую диссертацию в Венском университете на тему, посвящённую фонтанам в стиле барокко и водному искусству в Зальцбурге. С 1926 года он был занят в организации Зальцбургского фестиваля, отвечая за рекламу. Работал под руководством Макса Рейнхардта — шефа и основателя фестиваля. Во время этой работы Каетан познакомился с художником-графиком Леопольдиной Войтек (Leopoldine Wojtek, 1903—1978), на которой женился в 1932 году. В 1941 году они развелись и Мюльман женился на Хильде Циглер (Hilda Ziegler), с которой у него было трое детей. Во время работы в Зальцбурге Каетан Мюльман стал известной личностью; здесь он познакомился с Германом Герингом и Артуром Зейсс-Инквартом.
После аншлюса Австрии, в марте 1938 года Зейсс-Инкварт назначил его статс-секретарём в Федеральной канцелярии, а затем в Министерстве внутренних дел и культуры, а также — представителем государственной политики в области искусства. Мюльман стал членом СС и получил звание капитана, в 1942 году повысили до оберфюрера. Уже в качестве главы III отдела в Reichsstatthalter, он сыграл главную роль в конфискации имущества венских евреев ещё до аншлюса.
После вторжения Германии в Польшу Зейсс-Инкварт стал заместителем генерал-губернатора Польши, и Герман Геринг предложил Мюльману в Генеральном правительстве пост специального представителя по охране художественных ценностей на бывших польских территориях — его миссия заключалась в том, чтобы «охранять» (что означало грабить) произведения искусства. В Генеральном правительстве Мюльманн руководил штатом из девяти специалистов по искусству, имеющих учёные степени, и двумя группами военных. Их целью было систематизация предметов искусства в Польше, их инвентаризация и отбор наиболее важных произведений в пользу Третьего рейха. Награбленные произведения искусства делились на три класса в зависимости от того, кому они должны были принадлежать в Германии. С должности в Польше Каетан Мюльманн был освобожден губернатором Гансом Франком 1 октября 1943 года по причине недовольства руководителями Третьего рейха «распределением» награбленных художественных сокровищ. До этого момента он вместе с Зейсс-Инквартом успел поработать в Нидерландах, где в 1940 году и основал в Гааге предприятие Dienststelle Mühlmann. В задачи его компании входило: подготовка списка имеющихся произведений искусства, оценка конфискованных произведений искусства и переправка их в Германию, а также приобретение значительных произведений искусства на открытом рынке.
В конце 1944 года офис компании Мюльмана переехал в Вену. Был арестован в Альпах в Зевальхен-ам-Аттерзе 13 июня 1945 года военнослужащими армии США и интернирован. Он был допрошен о своей деятельности в области художественного ограбления, результаты были записаны в отчете Vlug-Report. Однако судебного процесса против него со стороны союзников не было. Позже Мюльманн выступал на Нюрнбергском процессе против главных военных преступников Третьего рейха, в том числе против бывших своих начальников — Артура Зейсс-Инкварта и Ганса Франка, которые были приговорены к смертной казни через повешение. В 1947 году Мюльман был свидетелем также на суде над бывшим министром иностранных дел Австрии Гвидо Шмидтом, который был оправдан по обвинению в государственной измене. В этом же году он был возвращен в Мюнхен под стражу американского военного правительства в Баварии: здесь занимался ревизией произведений искусства и антиквариата. В феврале 1948 года Каетан Мюльман заболел и был доставлен в больницу, из которой ему удалось бежать. С этого момента жил в Альпах на озере Штарнбергер-Зее в 30 километрах от Мюнхена и занимался продажей предметов искусства. Несмотря на попытки Польши и Австрии выдать его, он остался в Германии.
В 1958 году Мюльман был прооперирован в Мюнхене по поводу рака желудка, где и умер 2 августа 1958 года. Вдова Мюльмана смогла вернуть его тело в Зальцбург для захоронения на кладбище Maxglaner Friedhof. Его сводный брат — Йозеф Мюльманн, помогавший с кражей произведений искусства во времена национал-социализма, тоже был похоронен в 1972 году на этом кладбище.